# 克拉默峰
47°30′28″N 11°2′52″E / 47.50778°N 11.04778°E

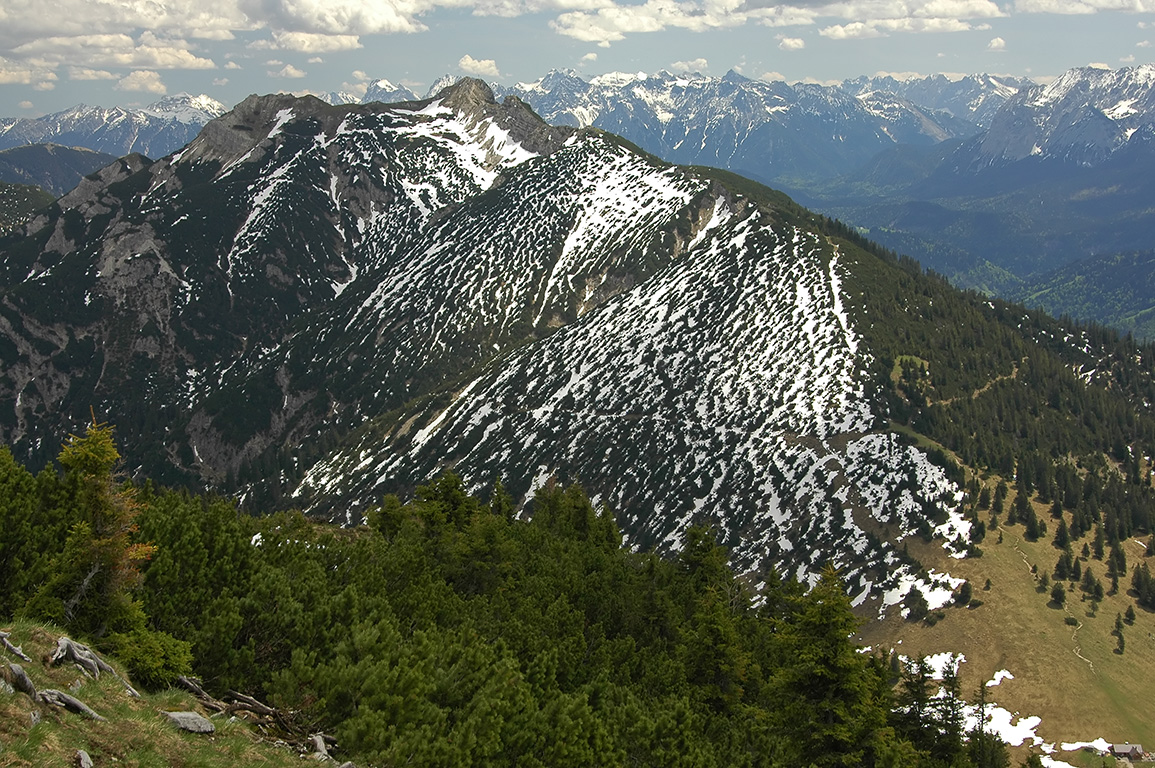

克拉默峰（德語：Kramerspitz），是德國的山峰，位於該國東南部，由巴伐利亞負責管轄，屬於阿爾高阿爾卑斯山脈的一部分，海拔高度1,985米，每年平均降雨量1,666毫米。